# 兵站

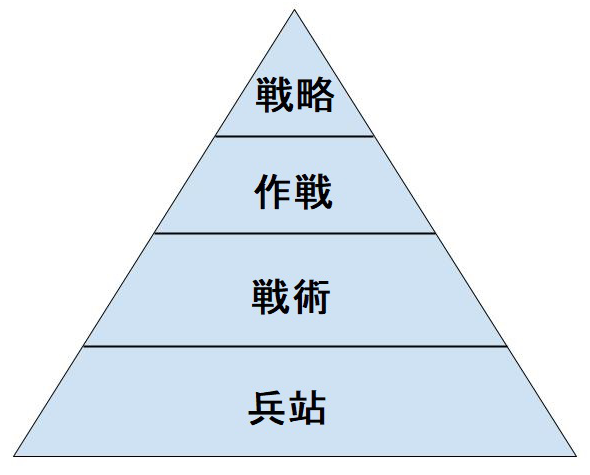
タスク管理ピラミッドで表現した戦争術

兵站（へいたん、英語: Military Logistics）は、軍事学上、戦闘地帯から見て後方の軍の諸活動・機関・諸施設を総称したもの。戦争において作戦を行う部隊の移動と支援を計画し、また、実施する活動を指す用語でもあり、例えば兵站には物資の配給や整備、兵員の展開や衛生、施設の構築や維持などが含まれる。
兵站という漢語の字義は「軍の中継点（Wiktionary「站」を参照）」である。世界中で広範に使用される英語表記のロジスティクス（logistics）は、ギリシア語で「計算を基礎にした活動」ないしは「計算の熟練者」を意味する「logistikos」、またはラテン語で「古代ローマ軍あるいは東ローマの行政官・管理者」を意味する「logisticus」に由来する。
狭義としては、戦闘支援（戦闘実施時に部隊の作戦行動を支援すること、英: Combat Support）と後方支援（作戦行動を行う部隊の軍事的な機能を保持させる、英: Combat Service Support）に分けられるが、これらに比べて兵站はより広い範囲を指示する概念である。
本来、軍事学における用語だが、転じて経営学においても用いられる。この場合の用語はロジスティクスを参照のこと。

## 理論

### 先行研究
ジョミニは、戦争の理論を構成する三つの要素として戦略と戦術に並んで兵站を位置づけている。また、米国海兵隊将校のソープ（G. C. Thorpe）は、戦争を演劇に例え、「役者が立つ舞台を準備することが兵站の役割である」と考察した。
ジョミニやソープの説明は、兵站が軍事理論において補助的な存在ではなく、むしろ主要な地位を占め、軍事作戦の遂行を基礎付けることを示唆している。軍事学において極めて有名な格言である「戦争の素人は戦略を語り、戦争の玄人は兵站を語る」はそのような兵站の重要性を端的に強調したものであると言える。
兵站研究の古典的名著に、ジョミニの『戦争概論』がある。『戦争概論』では、兵站が果たして戦争術の重要な一部門であるのか、または幕僚業務を総括する慣習的な用語でしかないのかという問題について検討がなされた。そして、兵站の本質的な要素が運動（Movement）であることを確認した上で、運動のひとつである行軍と行軍の経路となる後方連絡線の問題を通じ、兵站が戦略との関係を明らかにした。
クラウゼヴィッツは、軍事学の古典の白眉として知られる『戦争論』の中で、戦場の部隊の運動を妨げる諸要因を「摩擦」として概念化した。
ヒューストン（James. A. Huston）の『The sinews of war』は、第二次世界大戦における重要な戦略的決心（ディシジョン）の上で、兵站の制約が極めて重要であったことを明らかにした。
クレフェルトは、自著『補給戦』において、戦闘部隊と非戦闘部隊との比（teeth-to-tail）に着眼した。戦闘部隊の比率の高さが戦闘効率と因果関係を持つとの従来の理論を否定し、適切な比率の導出が戦争の摩擦により困難であることを示した。

### 要素
「必要なものを」「必要な時に」「必要な量を」「必要な場所に」補給することは、ロジスティクスの要諦であり、兵站任務を円滑に遂行する作戦地域と兵站基地との交通上のつながりを維持するために数理的、物性的、情報的な処理が求められる。これが後方連絡線または背後連絡線（Line of communications, LOC）であり、これは、複数の兵站基地とそれらを相互に接続する道路、鉄道路、水路、海路、航空路で構成される。
後方連絡線の結節点となる兵站基地はその兵站機能から戦略的、作戦的、戦術的な兵站基地に区分される。
- 戦略的には生産・交通の要所に平時から設置される戦略兵站基地
- 作戦的には方面隊が作戦区域内に設置する方面兵站基地
- 状況に応じて、戦術的に設置される方面前進兵站基地

また、別の分類としては兵站基地は兵站地区司令部や兵站衛生諸機関、その関連機関などが併設される兵站主地、通常は兵站地区司令部や出張所と併設される兵站地、前線の作戦部隊に対して最寄の兵站基地である兵站末地（terminal point of line of communications）と区分される場合もある。

## 歴史

### 近代以前
近代以前において兵站とは、食糧や消耗品の局地的な調達と拠点の兵站基地の組み合わせで成立していた。アレクサンドロス3世（大王）が行ったマケドニアからインダスへ至る長距離の遠征、また、ハンニバルが指揮した北アフリカからイベリア半島を経由したイタリア遠征は、その典型的な事例である。しかし、体系的な兵站が皆無であったわけではない。ペルシア王クセルクセスは、ペルシア戦争でのギリシア侵攻において大規模な戦力を派遣するために後方の補給部隊を計画的に運用しており、また、古代ローマのレギオンは、各部隊が自己完結的な兵站機能を備えることで柔軟な運用が可能であったために第一次ポエニ戦争ではおよそ26キロメートルを3週間という時間で行軍した記録も残されている。
13世紀においてモンゴル軍が確立していた兵站能力は効率的に組織されており、基地補給、局地補給、自己完結を駆使することで迅速な行軍能力を発揮することが可能であった。それは、モンゴル軍は多数の騎兵部隊を保持しているだけでなく、野営生活を中心とする遊牧民の生活技術によるものでもあった。くわえて、敵地侵攻の際には組織的な略奪によって消耗を補い、複数の行軍縦隊に分かれて戦地に集合することにより速やかに行動することが可能であった。このような効率的な兵站体系によってモンゴル軍は290キロメートルを3日間で移動する能力を備えていた。
しかし、中世のヨーロッパの軍隊は、作戦行動を開始すると敵地での略奪や市場での調達に依存していたために兵站的に不安定であった。特に攻城戦が長期化すると攻囲している軍の消耗を補填できるだけの兵站機能を確保することが困難であった。このような事態を避けるためにヨーロッパでの戦争ではしばしば河川での輸送と倉庫を組み合わせた兵站が実行されていた。
日本では、所領の農民を徴発して陣夫（じんぷ）として、食料の輸送などの役にあたらせた。大名は陣夫と駄馬による小荷駄隊を作り輸送を行わせた。

### 近世
中世までヨーロッパでは、軍隊は行軍の途上や戦場において集団的な略奪を行うことによって局地的な補給を行っていたが、それは体系的に行われていたものというよりもその場の情勢に応じて応急的に実施されていた。
このような状態が改善されるようになった背景には17世紀-18世紀にかけてのグスタフ・アドルフ、オラニエ公マウリッツによる軍事革命の成功があった。彼らはローマ軍の兵站組織を参考としながら、より合理的な兵站体系の確立を目指した。グスタフにより洗練された兵站体系の画期性として標準化が挙げられる。彼は戦闘部隊の装備や編制に手を加えてある特定の規格に基づいて標準化された火砲を砲兵部隊に装備させ、歩兵や騎兵の部隊にも小規模な自己完結的な補給能力を付与した。
しかし、18世紀に戦場で行動する軍隊の規模の拡大、弾薬を消耗する火器の普及に伴って、後方連絡線の脆弱化と倉庫の配置の複雑化が進み、より抜本的な改善が必要となった。特にナポレオンは、自らの軍事戦略を実現可能なものとするために従来よりも機動的な作戦行動を可能とするような兵站体系を開発した。フランス軍はしばしば都市や農村に宿営して食糧が安定的に補給できるようにし、さらに各部隊は緊急事態に備えて4日分の食糧を備えて移動する補給部隊を組織していた。このような兵站体系を確立したフランス軍は5週間にわたって2万名の兵員を1日に19キロメートルの距離を行軍させることができた。しかしこれら組織的な補給体系にも拘らず1805年の戦いでは総勢20万に及ぶ大陸軍の食料と飼葉を保持するには全く不足しており、軍団は現地調達の必要性からドイツのもっとも豊かな地域を行軍せざるをえず、また整備はされていたものの少数の街道に軍団と補給部隊が集中したことから生じた大渋滞は、部隊への補給状況をさらに悪化させた。1812年のロシア戦役はナポレオン軍として最大かつ最も組織的な兵站部隊を組成したにも関わらず、ポーランドやウクライナの劣悪な道路事情、現地調達の困難さ、軍紀紊乱による自軍補給部隊に対する略奪の発生、やがてロシアの気候条件そして、パルチザンによる妨害により崩壊することとなった。

### 近代
19世紀-20世紀にかけて兵站に影響をおよぼす事件として産業革命が発生した。このことに関連して兵站史において近代という時代区分では、大規模な戦力の動員、火力の増大、軍需品の生産手段に関する革新、人的または物的資源を組織的に管理するための体系的な方法の確立が特筆される。
このような兵站の近代化が顕著に現れたのは、アメリカの南北戦争とヨーロッパの普仏戦争においてである。通信と鉄道を通じて従来にない数量の兵員や物資が戦場に送り込まれ、また、近代の兵站の技術的基盤が形成された。
第一次世界大戦が勃発すると総力戦とも呼ばれる大規模な総動員に基づいた兵站が実施され、大量の火力が投入されたことで所要弾薬の分量が増大した。そのことで軍馬に依存していた輸送は、当初は鉄道輸送に多大な期待をかけられシュリーフェン・プランなどに積極的に組み込まれたものの、第一次大戦の戦訓は自動車輸送の有用性を証明し、兵站駅を供給基地とした補給戦略は再考を迫られることとなった。さらに軍隊における兵站部門の専門化が進み、世界大戦がはじまるまでに兵站に特化した機関や部隊が設置されるようになる。
第二次世界大戦では長期的かつ大規模な兵站が重要な役割を果たしており、アメリカ陸軍では年間で400万トンの弾薬を砲兵に供給し、150万トンが小火器として戦闘部隊に提供された。兵站部門で扱われていた物資は90万種類にものぼり、既に開発されていた鉄道輸送だけでなく、海上輸送や航空輸送が計画的に活用されていた。兵站を管理するための方法にも科学的管理や数理的方法の導入が進み、オペレーションズ・リサーチといった応用数学が用いられるようになった。

## 機能

### 補給
補給（Supply）とは、部隊の物的な戦闘力を維持増進するために、作戦に必要な『物資』を必要な『時期』に必要な『場所』に充足させることである。
戦闘を遂行する上で求められる軍需品は量的に膨大であるだけでなく多種多様である。しかも、補給所要（ニーズ）は日々の状況に応じて変化し、また、限りある補給能力を効率的に活用しなければならない。これら一連の補給の問題に対処するために、兵站学では補給の計画的な管理と効率的な実行を追求する。

### 輸送
輸送（Transportation）とは、ある地点から別の地点へと何かを移動させることであり、すなわち、作戦上、必要な部隊や物資を適時適所に位置させることである。輸送は兵站の基本的な機能の一つであり、迅速性と安全性を両立させ、限りある陸海空路の輸送手段を各種総合的に使用することが重要となる。
しかし、輸送を行う上では自然環境や敵による妨害、すなわち摩擦が障害となる。兵站学では、輸送は敵の攻撃や気象状況の変化などを予め想定し、計画に融通性を備え、障害に対する必要な警戒や防護を準備する。

### 整備
整備（Maintainance）とは、部隊の戦闘力を維持するために、装備の性能を完全に発揮できる状態、もしくは使用可能な状態に回復させる活動である。整備は、戦闘部隊自らが行う整備、整備部隊による整備、外注による整備があるが、いずれも作戦を遂行する上で必要な武器や兵器の可動率（Operational Availability）を最大化するために行われる。

### 会計
会計（Finance）は、兵士の勤怠管理や給与の支払い、施設維持管理の折衝や管理費の支払い、基地で使用されるライフラインの契約、食料品や物品購入など金銭の出納や事務作業全般を担当し、事務課とも呼ばれる。航空自衛隊では会計隊が、陸上自衛隊では会計科が担当し、海上自衛隊では経理が担当する。

### 情報と備蓄管理
必要とされている部隊に必要な物資を無駄なく供給するためには、合理的な情報管理が必要である。交戦中においては敵の作戦行動による不確実性を考慮する必要があり、安定的な兵站線の確保は、より高度な課題となる。敵に知られていたり予測されている物流計画は格好の攻撃対象であるため、物流計画は重要な軍事機密であり、漏洩は防がなければならない。備蓄管理は補給活動を効率的に行うために必須であり、21世紀現在の大規模な近代型軍隊ではITによるデジタル情報ネットワークによってできるだけ無駄を省いた補給を行っている。
軍事分野だけでなく企業活動においてもロジスティクスでの効率化の要は20世紀末の電子情報技術の利用であり、戦闘部隊の兵士や企業顧客が求めた物品がどこを輸送中であるかがいつでも明らとされ、無数の輸送コンテナの中身を調べなくとも電子コードによって瞬時に判明するようになっている。
前線や各兵站堡からの注文の受領を行い、オペレーションズ・リサーチなど数学的手法を用いて各補給線ごとの運搬能力を最適化した運用計画や需要予測を立案する。物流計画は軍事・民生ともにおいて重要な内部情報であり、敵や競合会社に漏洩することは致命的な結果を招く可能性がある。
補給すべき物資の質と量は各部隊ごとに異なっている。兵站線に対する攻撃に対処するためにも情報は重要となる。地形・地図情報や周辺領域や住民、ゲリラ活動の有無などの情報収集も重要である。